# Hermann Fechenbach
Hermann Fechenbach (geboren 11. Januar 1897 in Mergentheim; gestorben 6. Dezember 1986 in Denham, Buckinghamshire) war ein deutsch-britischer Grafiker.

## Leben
Hermann Fechenbach wuchs als Kind einer alteingesessenen jüdischen Bad Mergentheimer Familie auf. Nach einer kurzen kaufmännischen Lehre und Tätigkeit besuchte er die Kunstgewerbeschule Erfurt und war bis zum Beginn des Ersten Weltkriegs in Dortmund als Dekorateur tätig. 1916 wurde er zum Kriegsdienst eingezogen, im August 1917 schwer verwundet. Im Rahmen der Rehabilitation erhielt er Zeichenunterricht; nach Kriegsende besuchte er zunächst die Kunstgewerbeschule Stuttgart, dann bis 1923 die Staatliche Akademie für Angewandte Kunst München.
1927 wurde er Mitglied des Stuttgarter Künstlerbundes, aus dem er 1933 aus "rassischen Gründen" ausgeschlossen wurde. 1930 heiratete er in zweiter Ehe die nichtjüdische Fotografin Margarete Batzke. 1936 wurde er aus der Reichskammer der bildenden Künste ausgeschlossen. In den 1930er Jahren war Fechenbach in Stuttgart in der jüdischen Jugendbewegung tätig. Seit 1936 bemühte er sich vergeblich um eine Auswanderung nach Palästina. 1938 nahm er seine Eltern, die im Zuge der Novemberpogrome aus Bad Mergentheim vertrieben wurden, bei sich auf. 1939 ermöglichte ihm seine Ehefrau, die in England eine Stelle als Haushaltshilfe angenommen hatte, die Emigration. 1940 wurde er für zehn Monate auf der Isle of Man interniert. Nach der Entlassung 1941 zog Fechenbach nach Oxford, später nach London, wo er neben seiner künstlerischen Tätigkeit als Porzellanrestaurator tätig war. 1962 zog das Ehepaar nach Denham.

## Werke
Während eines einjährigen Aufenthalts in Florenz begann er 1924 mit einem Zyklus zum Buch Genesis, der aus 135 Holzschnitten besteht und in einer Auflage von 200 Exemplaren erschien. Ebenfalls in Italien entstanden Holzschnitte und Radierungen mit Landschaftsdarstellungen. 1936 war Fechenbach mit einem Selbstbildnis (Tafelbild, Öl) auf der Reichsausstellung Jüdischer Künstler im Berliner Jüdischen Museum vertreten.
Die Erfahrungen in der Emigration führten zu dem Zyklus von Holzschnitten "My Impressions as Refugee" (1941–1945), der in kleiner Auflage erschien.

## Schriften
- Genesis. The first Book of Moses. Wood Engravings by Hermann Fechenbach, London (u. a.): Mowbray 1969
- Die letzten Mergentheimer Juden und die Geschichte der Familien Fechenbach. Stuttgart 1972.